# هانس لانگ (بازیکن فوتبال)
هانس لانگ (انگلیسی: Hans Lang; ۸ فوریهٔ ۱۸۹۹ – ۲۷ آوریل ۱۹۴۳) بازیکن فوتبال اهل رایش آلمان بود.
از باشگاه‌هایی که در آن بازی کرده‌است می‌توان به باشگاه فوتبال گروتر فورث و باشگاه فوتبال هامبورگ اشاره کرد.
وی همچنین در تیم ملی فوتبال آلمان بازی کرده‌است.